# Crypsis turkestanica
Crypsis turkestanica är en gräsart som beskrevs av Alexander Eig. Crypsis turkestanica ingår i släktet kurragömmagrässläktet, och familjen gräs. Inga underarter finns listade i Catalogue of Life.